# جون دبليو. فوجت
جون دبليو. فوجت هو سياسي أمريكي، ولد في 28 ديسمبر 1936 في ليك ويلز في الولايات المتحدة، وتوفي في 21 مارس 2018 بسبب مرض. نشط حزبياً في الحزب الديمقراطي. وقد انتخب عضو مجلس ولاية فلوريدا ‏.